# Gerard Habraken
Gerard Habraken (Nuenen, 1949) is een Nederlandse organist.

## Levensloop
Op het Gymnasium Beekvliet in Sint Michielsgestel kwam Gerard Habraken in aanraking met het pijporgel. Na voltooiing van zijn gymnasiumopleiding studeerde hij orgel bij Hub. Houët aan het Brabants Conservatorium (Einddiploma Solospel 1974) en bij Kamiel D'Hooghe aan het Koninklijk Muziekconservatorium te Brussel, waar hij in 1976 met Onderscheiding afstudeerde. Vervolgstudies vonden plaats bij Luigi Ferdinando Tagliavini, René Saorgin, Marie-Claire Alain, Piet Kee, Louis Toebosch en Harald Vogel, o.m. aan de Zomeracademie voor organisten te Haarlem.
Van 1972 tot 2015 was hij werkzaam als docent pijporgel aan Factorium Podiumkunsten te Tilburg.
Van 1973 tot aan de sluiting van de kerk in 2012 was hij als organist verbonden aan de Heilig-Hartkerk aan de Ploegstraat in Eindhoven.

## Prijzen
In 1977 werd hij eerste prijswinnaar van het Orgelconcours ‘Alex Paepen’ te Antwerpen en in 1979 won hij de derde prijs van het ‘César Franck Concours’ te Haarlem.

## Concerten
Behalve in Nederland gaf Gerard Habraken tal van concerten in België, Duitsland, Frankrijk (o.m. in de Parijse Cathédrale Notre-Dame), Zwitserland, Oostenrijk, Hongarije, Zweden en het Verenigd Koninkrijk (o.m. in de kathedralen van Londen, Canterbury en Peterborough).
Zijn repertoire omvat werken uit alle stijlperioden en hij bracht premières van composities van onder anderen Kees Schoonenbeek, Louis Toebosch, Henk Badings en Mathieu Dijker.
Als begeleider en continuo speler werkt hij samen met tal van gerenommeerde solisten, koren en ensembles.

## Opnamen op lp en cd

### Lp
- Brabantse Orgelcultuur : de Vollebregt-Orgels : Maurice Pirenne, Ad van Sleuwen en Gerard Habraken bespelen de orgels te Breugel, Kaatsheuvel en Geertruidenberg. – Eurosound ES 46.401 (1980)
- Brabantse Orgelcultuur : het Van Hirtum-orgel te Hilvarenbeek : Gerard Habraken en Ad van Sleuwen. – Eurosound ES 46.551 (1981)
- Mount of three lights / Bohuslav Martinu ; Koninklijk Mannenkoor La Bonne Espérance ; Frans van de Goor (dirigent) ; Gerard Habraken (orgel]). – Eurosound ES 46.501 (1981)
- Lia Ligthart, mezzosopraan ; Gerard Habraken, orgel. – Eurosound ES 46.788 (1985) - Werken van Andriessen, Reger, Diepenbrock, Toebosch, Van Hemel en Strategier.

### Cd
- Polni Mse / Bohuslav Martinu ; Koninklijk Mannenkoor La Bonne Espérance ; Frans van de Goor (dirigent) ; m.m.v. solisten en Gerard Habraken (harmonium). – Eurosound ES 47.025 (1991)
- Organ Recital in Soerendonk : Gerard Habraken plays the Lambertus Vermeulen Organ (1843-1846). – VIO 920801 ECPA (1992) - Werken van o.a. La Fosse, Van Helmont, Van den Gheyn, Boutmy, Fétis, C.Ph.E. Bach, J.Chr.Fr. Bach en W.A. Mozart.
- Een ‘monument’ voor Mathieu Dijker : werken voor koor en orgel / Mathieu Dijker ; Strijps Kamerkoor ; Eindhovens Vocaal Ensemble ; Gerard Habraken (orgel). – Eurosound ES 47.366 (2000)
- Vollebregt Smitsorgel Heilige Brigidakerk Geldrop / Gerard Habraken. – Stichting Behoud Kerkorgel Heilige Brigida te Geldrop ; Markant Recording Studio’s MRK260505 (2005) - Werken van o.a. J.S. Bach, C.Ph.E. Bach, Rheinberger, Vierne, Langlais en Antoon Maessen.
- Brabants orgelrijkdom : het Smits-orgel in de kerk van Sint-Jans Onthoofding te Gemert / Gerard Habraken. – Brabantse Orgelfederatie POR 1802 (2018) - Werken van o.a. Händel, Gibbons, J.S. Bach, Haydn, Hummel, Ruppe, Batiste en Miné.

## Radio- en tv-opnamen
- De Orgelmeesters 21 : Gerard Habraken speelt op het orgel van de St. Lambertuskerk te Helmond. – NCRV (1989)
- In opdracht van de KRO, NCRV, TROS, EO, BRT en de Belgischer Rundfunk (BRF) verzorgde hij voor de radio solorecitals en trad hij op als begeleider van solisten en koren.

## Medewerking aan publicaties
- Van Satans Fluytencast tot Vox Angelica: handboek voor de kerkorganist, Antoon Vernooij (red.); [red. Gerard Habraken en Henk Verhoef], Kampen, Gooi & Sticht, 2003 – ISBN 90 304 1056 6
- Stijlvol improviseren: in eredienst en liturgie, Gerard Habraken, red. – Utrecht, Unisono; Stuurgroep SLSK-NSGV, 2003

## Overig
- Als lid van de programmacommissie van Collegium Musicum Eindhoven is hij medeverantwoordelijk voor de maandelijkse orgelconcerten in de Sint-Catharinakerk (Eindhoven).
- Sinds de jaren tachtig van de 20e eeuw verzorgt hij samen met enkele collega’s jaarlijks een zomer-orgelcursus; aanvankelijk in België en later - tot op heden – in Eindhoven en omgeving.